# えびてん 公立海老栖川高校天悶部
『えびてん 公立海老栖川高校天悶部』（えびてん こうりつえびすがわこうこうてんもんぶ）は、脚本：すかぢ、作画：狗神煌による日本の漫画作品。『月刊コンプエース』（角川書店）2008年12月号より連載中（2015年現在は休載中）。2011年12月にアニメ化が発表され2012年7月にニコニコ生放送にて先行配信、2012年10月には地上波にて放送された。

## あらすじ
野矢一樹は海老栖川高校に入学した新入生。彼は入学早々天文部への入部を希望し部室を探すが、なぜか部室は地下にあった。そこに足を踏み入れた彼を待っていたものは、天文部とは名ばかりの天悶部というオタクだらけの女子の集団であった。

## 登場人物
原作が未完であるためかアニメ版独自の設定も多いため、原作（4巻終了時）とアニメ版（10話終了時点）で紹介を分ける。
※声優はドラマCD版 / アニメ版の順。また声優1名だけの記載の場合は、アニメ版のみであることを示す。

### 主人公
野矢 一樹（のや いつき）
声 - 能登麻美子 / 伊瀬茉莉也
本作の主人公。天悶部唯一の男子部員（外見は女子風）。高校1年にして野矢財閥の次期総裁である。天文部に入部しようとしていたが、勘違いからか1文字違いの天悶部に入部した。主人公とされてはいるが、その座はほとんど響子に奪われており影が薄い。
（原作版）
海老栖川高校に入学した新入生で天文部に入部しようとして天悶部に入部してしまう。基本的には金森とセットで響子に弄られることが多い。2巻にて響子の催眠術（と称した金属バットによる殴打）でもう1つの人格が目覚めてしまうが、それ以降は火を炊く、または性的興奮を目の当たりにすることでもう1つの人格が目覚める。元の人格に戻すにはホルモンを弱める薬を注射器で打つことで元に戻る。基本的には泉子が行うが、まれに自分から打って戻ることがある。制服も覚醒に合わせて、伸縮自在に作られている。普段の人格は廣松曰くもう1つの人格を否定している（フェロモンの存在は3巻にて認識）。もう1つの人格は普段の人格に比べて背が大きくなり、プライマーフェロモンと呼ばれる物質を体内から発出することで女性を支配下におく、もしくは気絶させる等の効果がある。3巻では普段の人格が野矢(小)、もう1つの人格が野矢(大)と廣松に命名されている。また、もう1つの人格は自らを「ロリコン」と称しており、幼女を見るとフェロモンが多大に分泌されるが、いずれも猫しかよってこない。
12歳の時に泉子の居た小学校に転校生としてやって来て、隣の席になった泉子から「軽薄短小」と言われるくらい嫌われていたが、すぐにクラスの中心人物までになり、それまで成績でトップを走っていた泉子を追い抜かしてしまう。クラスから嫌われていた泉子に対しても、最初からフランクに接し拒否されていたものの、屋上での出来事がきっかけで仲良くとまではいかないが嫌われることは無くなった。
この時には既にもう1つの人格も存在していたが、前述同様否定している節が見られ、もう1つの人格曰く成長を止めてまで、出ないように心がけていた模様で泉子に出会って以降はそうしないようにしていたという発言から普段の人格は泉子に好意を持っていたと解釈出来る。もう1つの人格が泉子と初めて接した時に普段の人格がそれを抑えようとして自ら飛び降りを図ろうとするが、その際に泉子から説得を受けるも誤って2人とも飛び降りてしまった際に泉子を庇ったことで記憶を失ってしまう。
実は祖父である「野矢彰三」が作り出したものとされ、彼が望んだ以上の存在となってしまったことから生まれてすぐ幽閉の憂き目に会っていて、幼き響子とも出会っていた。
（アニメ版）
基本的な設定は原作及び上記と違いは無いが、違っているのは転校生という設定で、響子の仕業により女子の制服を着ていることが常態化していたが、泉子が転校してきた6話以降は男子の制服を着ることが多くなった。7話終盤で突如覚醒、イケメン化して身長も伸びる。他人の精神を操るフェロモンを発する体質を用いて一般女子生徒を支配し、その後は世界征服に乗り出そうとする。実は以前からその力を恐れていた野矢家によって、体の成長を押さえてフェロモン体質を抑止する薬（カプセル型）を投与されており、その影響で少女のような外見と人畜無害な性格になっていた。
中学3年の時に泉子が通っていた学校に転校して同じクラスになり知り合う。それまで学年トップだった泉子を凌ぐ学力を持ちながらも誰に対しても分け隔てなく接し、それまでクラスで孤立していた泉子を変えるきっかけとなる。中学時代にも覚醒しており、泉子の言葉で一時的に正気に戻った際、自責の念により校舎の窓から落下、そのショックで記憶を失っていた。再覚醒時に記憶が戻る。
響子とは許嫁の間柄で、計画遂行のために海老栖川高校に入学していた。筋金入りのロリコンで、遊園地に幼稚園児を集めてハーレムを作ろうとしたり、金森と廣松（実際には咄嗟に庇った響子）にフェロモン抑止薬と同じ成分の薬を飲ませて子供化させて自分用のメイドにしようとした。響子とのバトル後、負けを認めて自ら抑止薬を撃ち込み、元の姿に戻るが以前の記憶は保っている。10話ラストで泉子と相思相愛の仲となる。

### ヒロイン
戸田山 響子（とだやま きょうこ）
声 - 小清水亜美 / 阿澄佳奈
本作のメインヒロイン。天悶部のトラブルメーカー。高校2年。
（原作版）
天悶部に入りたがった一樹に全く必要のない入部試験をやらせ失格にさせたりするなど基本的にはやりたい放題。下ネタも容赦なく言い、自らのスタイルにもかなりの自信を持っている。自身を「望遠鏡マニアである」と言っており、部室内で大型の『ドブソニアン望遠鏡』を自作できるなど天文関連も得意なようである。左利き。泉子曰く「近所のおっさん」とすごく仲が良く、廣松からは「食えない天才」とも言われる。かつては神童と呼ばれるほどの実力の持ち主で、実家の没落の原因（後述）を泉子に隠し通す技術を持ち合わせている。
実家は『戸田山香道』という香道の名家であったようだが、現在では没落しているとのこと。廣松が調べた所によると没落の原因は野矢家にあるとされている。また幼き日の一樹にも邂逅しており、泉子の記憶を消すことは一樹との約束であった模様。
（アニメ版）
前述の通り、野矢とは婚約者の関係でそ望遠鏡の中には一樹のフェロモン体質抑止薬（泉子が所持している物と同じ物）の精製機、リボンに薬の組成表を隠していた。また、物語の随所で登場していた金平糖やお香はフェロモンに抵抗する効果があることが明かされる。戸田山家を救うため、家から離れていたが、そのことが原因で泉子から恨まれていた。一樹とは許嫁の間柄だったが、事件解決後のアニメ10話で一樹と泉子の関係を認めて一樹との婚約を解消する。
戸田山 泉子（とだやま いずみこ）
声 - 加藤英美里 / 野水伊織
野矢家のメイド。高校1年。戸田山響子の妹。
一樹を探しに天悶部に訪れた。
本名や容姿から日本人であることがわかるが、野矢家にメイド（バイト）として勤めている時の名前は「エリザベス・マーガレット」という洋風じみたものらしい。ドSであり、時折理由なく一樹をぶって自ら興奮している。実家が香道であることから嗅覚には敏感で自身の多種類に渡る紅茶の臭いをもかぎ分けられるほど。
（原作版）
一樹同様、新入生として海老栖川高校に入学。姉との関係は悪くは無いが、歴代おもしろ玩具を奪われ続けていることから響子も小学校時代からアルバイトをしていることは認識していたものの、野矢家のメイドであることなどの詳細までは隠していた。
小学生のころは与えられたことを淡々とこなしていく存在であったがために、クラスで孤立していた。転校してきた一樹を「軽薄短小」と嫌っていたが、屋上の出来事もあり関係は良好していったが、もう1つの人格と出会った際に、フェロモンから起こる現象を否定していたことから飛び降りを図った一樹に対して、説得を行うも、2人揃って謝って転落。一樹は記憶を失うも、泉子は好意を持つようになる。その後は自ら「下僕」と称し、もう1つの人格のストッパーとしても常に行動を共にしている。原作ではカチューシャのみを着けており、基本的には制服で過ごしている。
（アニメ版）
別の高校に通っていたが、後に海老栖川高校に転校して天悶部部員となる。また過去に自分の元から離れていった響子を恨んでいる。基本的には制服で過ごしているが、一樹に仕えている時はメイド服を着ている。
中学時代は学年トップの成績を鼻にかけて自分より劣る他人を見下しており、クラスでは孤立していた。3年の時に転校してきた一樹の影響で変わっていき、それが彼に惚れるきっかけとなった。
一樹のフェロモンでも操られずに正気を保っていられる。中学時代の一樹覚醒事件後は野矢家のメイドとして仕えながら一樹にフェロモン体質抑止薬を投与する役を務めていた。緊急用に太腿に装着した拳銃に抑止薬を仕込んでいたが、覚醒した一樹に奪われてしまい、自分の意思で一樹の野望に従うこととなる。響子と一樹の対決の中、響子が離れていた理由を知り、恨んでいたことを後悔する。
事件解決後のアニメ10話では一樹の記憶が戻ったことで「お別れだ」と告げられ、メイド服を着るのを辞めたが、自分自身の存在意義を奪われたと思い、心ここにあらずの状態で居たが、その後「エリザベスとお別れ」という一樹の真意を知り、相思相愛の仲となる。
金森 羽片（かなもり はかた）
声 - 中原麻衣 / 西明日香
腐女子であり、アニメなどのオタクでもある。高校2年。
響子に自分で買ってきた同人誌をハサミで切られたり、着ていた服を脱がされたりとやりたい放題にされている。アニメではなぜか後輩である一樹のことをさん付けで読んでいたが、泉子の登場以降は原作同様、君付けで呼ぶようになった。いわゆる「お色気担当」で毎回のように服を脱がされる。
由来は金森修。
廣松 理圭（ひろまつ りけい）
声 - 辻あゆみ / 村井理沙子
天悶部唯一の常識人。響子の言うことに冷静なツッコミを入れる。高校2年。猫好き。貧乳だが本人はそれで構わないと話す。
子供化した響子と金森に萌えていた様子からロリコン疑惑を掛けられるが、本人によればかわいい物が好きなだけらしい。布一切れからメイド服を作るなど、手先が器用である。
ひょんなことから天体に興味を持ち始め、完成されていなかったドブソニアン望遠鏡や戸田山家没落の謎に迫るようになる。
大庭 蓮實（おおば はすみ）
声 - 川澄綾子 / 佐藤聡美
天悶部副部長。高校3年。入部希望の野矢と泉子に入部届けの紙を渡した。
あらためて天悶部に入部した一樹のことを「響子だけの玩具ではない」「天悶部みんなの備品」と言い、あたかも天悶部が誇るパシリであるかのように示したことがある。伊勢田とは幼なじみで昔は仲が良かったが、現在は距離を置いているが詳細は不明である。
廣松曰く「並外れた天才」の1人で数学オリンピックに出場経験があったり、中学時代には海外の雑誌で論文が掲載されるほど、それ故か天悶部の無茶苦茶な行動が曖昧になっているのも大庭の存在あってこそらしい。
耳栓を装着することによって集中力を向上させ、一樹のフェロモンに耐えることができる。耳栓をしていても相手の口の動きを読むことで会話はわかるらしい。原作版・アニメ版両方に共通している。また、覚醒時の野矢に対しても、無敵の強さを誇っている。
（アニメ版）
伊勢田とは偶然出会ったバラ園の老婆（響子たちの祖母。9話で判明）の世話とバラの管理をしていた。また覚醒した野矢に歯が立たないなど、原作版と違いが出ている。
伊勢田 結花（いせだ ゆか）
声 - 釘宮理恵 / 月宮みどり
生徒会長。高校3年。部として活動実績のない（と、思っている）天悶部を廃部に追い込もうとする。
元は天悶部の部長だったが、大庭とトラブルがあったらしく現在は退部している。しかし大庭曰く、天悶部側の退部を受理されてはおらず事実上はまだ天悶部員であるらしい。猫が苦手。視力が悪いため、夜空の星もあまり直視出来ていない。天文的な知識は豊富ではあるものの、やや欠けている部分も見られる。
（アニメ版）
蓮實同様、天文的な知識が豊富で原作で金森が説明していた部分を説明している。蓮實と響子が仲良さげにしているのを見たことがきっかけで天悶部と距離を置くようになってしまう。楽器の演奏が得意で、アニメ7話では天悶部でバンドをやろうという流れになった時にはノリノリで参加を希望するも無視される。8話でも当初は天悶部と行動を共にしていたが、半ば捨て駒にされる形でフェロモンに操られてしまうなど、不憫な役回りが多い。
大森 荘子（おおもり しょうこ）
声 - 名塚佳織
天悶部の顧問を務める教師。担当教科は明らかにされていない。
しかし顧問とは言うものの、「私は顧問じゃありません!」と発言したり、失恋など自分に問題のあることを起こすたびに自分の名前が書いてある首輪を下げた猫をおいていき部室を去っていくなど、顧問とは思えない行動を見せる。部員は猫先生のことも大森先生と呼ぶので、「大森先生(人)」と表記されることもある。追い掛け回している男性が居る模様だが、明らかにされていない。
（アニメ版）
授業しているシーン等が見られないため、担当教科が不明であったが、10話にて保健室の先生であることが判明する。エイジを一方的に「ダーリン」と呼んで追いかけ回しており、アパートに押しかけるなどその行動は半ばストーカーと化している。映像特典などで他のヒロインの乳首が描写される一方、本編でも彼女のみ障害物が存在して乳首が描写されない状態であったが、6話にてEDのラストで他のヒロイン同様に乳首が公開された。

### アニメオリジナル
エイジ
声 - 井上和彦
アニメに登場の謎の男。パイロットスーツとヘルメットを着用。序盤では顔はシルエットで隠れていたり、ヘルメットをかぶっていて見えなかった。愛車は青いAZ-1で、「レイ」と名付けたナビが搭載されている。大森先生にダーリン扱いされているが逃げ回っている。
正体は一樹の兄。野矢家の血は半分しか受け継いでおらず、次期後継者の座は一樹にある。アニメ9話で天悶部のピンチに駆け付け、ヘルメットを脱いで素顔を見せる。子供化した響子達を元に戻す薬を手渡すが、大森先生に見つかったことで逃げるように去っていった。10話では響子と（一樹との）婚約解消についての会話を交わす。ラストシーンにも登場し、校舎に取り付けられた看板を覆っていた布を外した直後に大森先生に見つかって逃げている。
元ネタは『蒼き流星SPTレイズナー』のエイジ。元ネタを意識した台詞が多数あり、声優も同じなどパロディ色が強いキャラクター。初登場した第4話の全長版EDは同作OP「メロスのように」となっている。
校長
声 - 西村知道
アニメ第10話に登場。問題を起こした天悶部員達を校長室に呼び出して説教するが、学校に対する野矢財閥の後ろ盾を理由に不問にする。
元ネタは『うる星やつら』の友引高校校長で声優も同じ。登場した第10話のEDは、文化祭を題材にしたこともあり、同作の映画『うる星やつら2 ビューティフル・ドリーマー』ED「愛はブーメラン」となっている。

## 書籍情報

### 単行本
単行本のレーベルはカドカワコミックス・エース。既刊4巻（2013年1月現在）
- 第1巻 2009年10月10日発売、ISBN 978-4-04-715312-7
- 第2巻 2010年8月26日発売、ISBN 978-4-04-715510-7
- 第3巻 2012年1月26日発売、ISBN 978-4-04-715801-6
- 第4巻 2013年2月9日発売、ISBN 978-4-04-120390-3
  - 第4巻オリジナルアニメBD付き限定版 2013年1月24日発売、ISBN 978-4-04-120389-7

フルカラー版
フルカラー版も発売しており、こちらも同じくレーベルはカドカワコミックス・エース。既刊3巻（2012年10月現在）
1. 2012年5月25日発売、ISBN 978-4-04-120241-8
2. 2012年7月25日発売、ISBN 978-4-04-120320-0
3. 2012年9月26日発売、ISBN 978-4-04-120405-4

小説版
角川スニーカー文庫（角川書店）レーベルより刊行される原作で脚本を担当しているすかぢによる小説。イラストは原作で作画を担当している狗神煌が担当。漫画の派生作品としているためアニメとは設定が異なる。2年生時の天文部に所属している伊勢田結花と大庭蓮實が主人公で、生徒会で会計を務める伊勢田結花を中心に校内に起こる日常の謎を解く推理小説的な構成となっている。1年生時の戸田山響子、金森羽片、廣松理圭も登場。全1巻。
- えびてん 綺譚奇譚（2012年10月1日初版発行、ISBN 978-4-04-100491-3）

アニメ版ファンブック
角川書店より発売された。コンプティーク編集部編。表紙は狗神煌描きおろしのイラスト、ピンナップには原作者すかぢによるイラストも収録されているほか、アニメ版話数紹介のほかキャラクター紹介、キャストインタビューが収録されている。
- えびてん 公立海老栖川高校天悶部 公式ビジュアルブック 天悶部活動報告書（2012年11月29日初版発行、ISBN 978-4-04-110331-9）

## ドラマCD
単行本1巻に同梱されているチラシにて制作が発表された。2009年12月30日発売。通常版と狗神煌描き下ろしテレホンカード付きの限定版が用意される。なお、限定版はコミックマーケット77と発売元のマリン・エンタテインメントの通販でしか取り扱いはない。また、共通特典として告知ポスターが付く（ただし初回のみ）。
また、コンプエース2012年11月号にて付録としてアニメ版キャストによるドラマ『えびドラコンプCD〜アニメVer.〜』が収録された。脚本はアニメでも脚本を担当した田沢大典と柿原優子が担当。キャストは戸田山響子役の阿澄佳奈、金森羽片役の西明日香、戸田山泉子役の野水伊織の3人。

## テレビアニメ
2012年7月より、ニコニコ生放送にて先行配信開始。タイムシフト非対応。また、同年10月から12月までTOKYO MXほかにて放送された。全10話。ナレーションは井上和彦（第3話）、白川周作（第5話）、間宮康弘（第8話）、立木文彦（第9話）。他のアニメや特撮などのパロディがふんだんに盛り込まれており、各回のオープニング冒頭部、サブタイトルのデザイン、アイキャッチなどは対象となった各作品を意識したものとなっている。
原作の設定を拾っているものの、前述のとおり原作にないパロディの割合が非常に多くなっており、オリジナルキャラクターが登場する、設定を拡張させる（伊勢田結花の猫嫌いなど）、一部変更する（伊勢田と大庭の訪れた家の人物など）といったさまざまな変更が加えられ、最終的には泉子と一樹のオリジナルストーリーにまとめる構成となっている。OVAでは『半分は原作通り』という発言が出ている。乳首などの描写についてはディレクターズカット版であっても本編では放送時と同様に様々な形で隠されたままの状態となっている。一方で映像特典においては各登場人物の乳首などの描写も全て描かれている。

### スタッフ
- 原作 - 脚本/すかぢ、作画/狗神煌（月刊コンプエース連載・角川コミックス・エース刊）
- 監督 - 岡本英樹
- シリーズ構成 - 柿原優子
- キャラクターデザイン - 渡辺敦子
- 美術監督 - 東潤一、笠井美枝
- 美術設定 - 岩城万里子
- イメージ設定 - 石本剛啓
- 小物設定 - 横田拓己
- 色彩設計 - 松山愛子
- コンポジットディレクター - 加藤友宜
- 編集 - 右山章太
- 音響監督 - 明田川仁
- 音楽 - 野中“まさ”雄一
- 音楽プロデューサー - 星野元樹、奥田良博
- 音楽制作 - AMG MUSIC
- プロデューサー - 蜂屋誠一、福田順、小川文平、藤田敏、岡本敦行、篠崎文彦、津田好久、西岡瞳
- アニメーションプロデューサー - 黄樹弐悠
- アニメーション制作 - AIC Classic
- 製作 - 海老栖川高校天悶部

### 主題歌

#### オープニングテーマ
「未来色の約束」（先行配信版 第1話 - 第9話 ED、第10話挿入曲、全長版 OP、OVA第11話 ED）
作詞 - 仲智唯 / 作曲・編曲 - 野中“まさ”雄一
歌 - 星の少女tai☆（野水伊織、西明日香、村井理沙子、月宮みどり）
先行配信版とOVAではEDとして使用、全長版（テレビアニメ）ではOPとして使用しているが話数により別バージョンが流されている。第2話では西、第3話は野水、第4話は村井のソロVer.、第7話・第8話では戸田山響子（CV：阿澄佳奈）のカバーである。

#### エンディングテーマ（アニメカラオケ）
「地球にI LOVE YOU」（1983年）（全長版 第1話）
作詞・作曲 - 古田喜昭 / 編曲 - 谷口秀太 / 歌 - 金森羽片（西明日香）
テレビアニメ『特装機兵ドルバック』OPのカバー曲。EDアニメには、テレビアニメ『聖闘士星矢』OPのパロディも盛り込まれている。
「デリケートに好きして」（1983年）（全長版 第2話）
作詞・作曲 - 古田喜昭 / 編曲 - 谷口秀太 / 歌 - エリザベス・マーガレット（野水伊織）
テレビアニメ『魔法の天使クリィミーマミ』OPのカバー曲。
「ウルトラセブンの歌」（1967年）（全長版 第3話）
作詞・作曲 - 東京一 / 作曲 - 冬木透 / 編曲 - 谷口秀太 / 歌 - 廣松理圭〈村井理沙子〉、伊勢田結花（月宮みどり）
特撮テレビドラマ『ウルトラセブン』OPのカバー曲。
「メロスのように」（1985年）（全長版 第4話）
作詞 - 秋元康 / 作曲 - 中崎英也 / 編曲 - 谷口秀太 / 歌 - 野矢一樹（伊瀬茉莉也）
テレビアニメ『蒼き流星SPTレイズナー』OPのカバー曲。間奏部分には、原典に倣う形で次回予告が挿入されている。
「愛をとりもどせ!!」（1984年）（全長版 第5話）
作詞 - 中村公晴 / 作曲 - 山下三智夫 / 編曲 - 谷口秀太 / 歌 - 廣松理圭〈村井理沙子〉、伊勢田結花（月宮みどり）
テレビアニメ『北斗の拳』OPのカバー曲。
「DON'T LOOK BACK」（1988年）（全長版 第6話）
作詞 - 西田昌史 / 作曲 - 石原慎一郎 / 編曲 - 谷口秀太 / 歌 - 金森羽片（西明日香）
テレビアニメ『超音戦士ボーグマン』OPのカバー曲。
「さよなら人類」（1990年）（全長版 第7話）
作詞・作曲 - 柳原幼一郎 / 編曲 - 谷口秀太 / 歌 - 野矢一樹（伊瀬茉莉也）
深夜番組の1コーナー『三宅裕司のいかすバンド天国』14代目イカ天キング・たまのカバー曲。
「恐怖の町」（1968年）（全長版 第8話）
作詞 - 金城哲夫 / 作曲 - 山本直純 / 編曲 - 谷口秀太 / 歌 - 大庭蓮實（佐藤聡美）
特撮テレビドラマ『怪奇大作戦』EDのカバー曲。
「モンキーマジック」（1979年）（全長版 第9話）
作詞 - 奈良橋陽子 / 作曲 - タケカワユキヒデ / 編曲 - 谷口秀太 / 歌 - 戸田山泉子（野水伊織）
特撮テレビドラマ『西遊記』OPのカバー曲。EDアニメには、テレビアニメ『ドラゴンボールZ』EDのパロディも盛り込まれている。
「愛はブーメラン 〜IZUMIKO PARADISE mix〜」（1984年）（先行配信版 第10話）
作詞 - 三浦徳子 / 作曲 - 松田良 / 編曲 - 谷口秀太 / 歌 - 戸田山泉子（野水伊織）
「愛はブーメラン 〜KYOKO PARADISE mix〜」（1984年）（全長版 第10話）
作詞 - 三浦徳子 / 作曲 - 松田良 / 編曲 - 谷口秀太 / 歌 - 戸田山響子（阿澄佳奈）
アニメ映画『うる星やつら2 ビューティフル・ドリーマー』EDのカバー曲。先行配信版と全長版では歌い手が異なる。EDアニメは原典と同じタイトルロゴからカメラが引いていき、校舎全体が映るという物になっており、最後に鐘の音が入る部分も再現している。

#### 挿入曲
「お砂糖ファンタジー 〜Gt Solo mix〜」（第1話）
作曲・編曲 - 野中“まさ”雄一
「天文警部キョウダー」（第6話）
作曲・編曲 - 野中“まさ”雄一
「主人公は僕」（第8話）
作曲・編曲 - 野中“まさ”雄一
「WE GOTTA LOLITA」（第9話）
作曲・編曲 - 野中“まさ”雄一

#### 挿入歌・キャラソン
『ムチャぶり楽曲プロジェクト』として毎週アニメ配信終了後にモバイルサイト『アニメロミックス』で限定配信された。
カバーソング「Treasure 〜星の少女tai☆ mix〜」（2010年）
歌 - 星の少女tai☆（野水伊織、西明日香、村井理沙子、月宮みどり）
テレビアニメ『生徒会の一存』のOPのカバー曲。原作の作画担当である狗神煌は『生徒会の一存』シリーズのイラストレーターであった。また、本アニメの制作会社のうち、音楽制作のAMG MUSICは『生徒会の一存』及び後継作品の『生徒会の一存 Lv.2』に関与しているほか、アニメーション制作のAICは『生徒会の一存 Lv.2』のアニメーション制作を行った。番宣CMでも使用される。
主題歌「未来色の約束 〜ニコニコ mix〜」
歌 - 星の少女tai☆（野水伊織、西明日香、村井理沙子、月宮みどり）
天悶部イメージソング「ビバビバ天悶部」（第7話挿入歌）
作詞 - 仲智唯 / 作曲・編曲 - 野中“まさ”雄一 / 歌 - 公立海老栖川高校天悶部2年生（戸田山響子〈阿澄佳奈〉、金森羽片〈西明日香〉、廣松理圭〈村井理沙子〉）
天悶部イメージソング「ビバビバ天悶部 〜KANAMORImix〜」
歌 - 金森羽片（西明日香）
天悶部イメージソング「ビバビバ天悶部 〜HIROMATSUmix〜」
歌 - 廣松理圭（村井理沙子）
戸田山響子キャラクターソング「お砂糖ファンタジー」
歌 - 戸田山響子（阿澄佳奈）
金森羽片キャラクターソング「Moe Romance」（第2話 挿入歌、第9話 挿入曲）
作詞 - 仲智唯 / 作曲・編曲 - 野中“まさ”雄一 / 歌 - 金森羽片（西明日香）
エリザベス・マーガレットキャラクターソング「わたしはだぁれ？」（第3話 挿入歌、第8話 挿入曲）
作詞 - 仲智唯 / 作曲・編曲 - 野中“まさ”雄一 / 歌 - エリザベス・マーガレット（野水伊織）
廣松理圭キャラクターソング「ご飯だけねこまんま」
歌 - 廣松理圭（村井理沙子）
戸田山泉子キャラクターソング「ビンタ…延々と」（第5話、第8話 - 第9話 挿入曲）
作曲・編曲 - 野中“まさ”雄一 / 歌 - 戸田山泉子（野水伊織）
えびらじテーマソング「Nebula」（第6話 挿入歌）
作曲・編曲 - 野中“まさ”雄一 / 歌 - 月宮みどり、村井理沙子
伊勢田結花キャラクターソング「Canpeki? GIRL」
歌 - 伊勢田結花（月宮みどり）
戸田山響子キャラクターソング「ビバビバ天悶部 〜KYOKOmix〜」
歌 - 戸田山響子（阿澄佳奈）
戸田山響子キャラクターソング「未来色の約束 〜KYOKO IROmix〜」
歌 - 戸田山響子（阿澄佳奈）feat.星の少女tai☆
カバーソング「秘密く・だ・さ・い」（1986年）（OVA第11話 挿入歌）
作詞 - 松井五郎 / 作曲 - 鈴木キサブロー / 編曲 - 野中“まさ”雄一 / 歌 - 大庭蓮實（佐藤聡美）
OVA『メガゾーン23 PARTII 秘密く・だ・さ・い』挿入歌のカバー曲。歌唱パートの台詞や作画（構図や画面効果も含む）は、その大半が原典のクライマックス（ファイナルプロテクションモード発動シーン）を再現したものとなっている。

### 各話リスト
| 話数           | 仮題         | サブタイトル                                | 脚本     | コンテ     | 演出       | 作画監督                            | 総作画監督                      |
| -------------- | ------------ | ------------------------------------------- | -------- | ---------- | ---------- | ----------------------------------- | ------------------------------- |
| 第1話          | 一等星（仮） | よみがえれ!天悶伝説                         | 柿原優子 | 岡本英樹   | 岡本英樹   | 谷拓也                              | 渡辺敦子                        |
| 第2話          | 二等星（仮） | 泣き虫はかたの華麗なる変身                  | 柿原優子 | 高橋亨     | 仁昌寺義人 | 山本周平 横田拓己                   | 渡辺敦子                        |
| 第3話          | 三等星（仮） | 金平糖より愛をこめて                        | 柿原優子 | 木村真一郎 | 木村真一郎 | 樋口博美                            | 松本昌子 渡辺敦子               |
| 第4話          | 四等星（仮） | 刻印2012                                    | 柿原優子 | 岡本英樹   | 中山敦史   | 鈴木美音織                          | サトウミチオ、山川宏治 渡辺敦子 |
| 第5話          | 五等星（仮） | ここが奇跡の天悶部!メイドが舞い降りた!      | 柿原優子 | 殿勝秀樹   | 阿部雅司   | 谷拓也、松本昌子 横田拓己、古川英樹 | 谷拓也、渡辺敦子 松本昌子       |
| 第6話          | 六等星（仮） | ホシを狙え!愛を夢見る少女                   | 山口宏   | 今泉賢一   | 高島大輔   | 飯飼一幸                            | サトウミチオ、山川宏治 渡辺敦子 |
| 第7話          | 七等星（仮） | ビバ天                                      | 柿原優子 | 岡本英樹   | 清水一伸   | 宮田留美 Heo Gi Dong                | 渡辺敦子                        |
| 第8話          | 八等星（仮） | 天悶スペシャル 果てしなき香草（フェロモン） | 山口宏   | 木村真一郎 | 木村真一郎 | 樋口博美                            | 松本昌子                        |
| 第9話          | 九等星（仮） | 天悶部大勝利!明日に向かってレディーゴー!!   | 柿原優子 | 高橋亨     | 中山敦史   | 鈴木美音織                          | 山川宏治 渡辺敦子               |
| 第10話         | 十等星（仮） | ビューティフルドリーマーズ                  | 柿原優子 | 岡本英樹   | 岡本英樹   | サトウミチオ 松本昌子               | 渡辺敦子                        |
| 第11話 （OVA） |              | ギガゾーン23 PARTII 秘密く・だ・さ・い      | 柿原優子 | 岡本英樹   | 別所誠人   | サトウミチオ 松本昌子               | -                               |

### 放送局
| 放送地域 | 放送局         | 放送期間                 | 放送日時           | 放送系列         | 備考                       |
| 先行配信 | 先行配信       | 先行配信                 | 先行配信           | 先行配信         | 先行配信                   |
| -------- | -------------- | ------------------------ | ------------------ | ---------------- | -------------------------- |
| 日本全域 | ニコニコ生放送 | 2012年7月14日 - 9月15日  | 土曜 23:30 - 24:00 | ネット配信       | タイムシフト非対応         |
| 本放送   |                |                          |                    |                  |                            |
| 東京都   | TOKYO MX       | 2012年10月3日 - 12月5日  | 水曜 25:00 - 25:30 | 独立局           |                            |
| 兵庫県   | サンテレビ     | 2012年10月3日 - 12月5日  | 水曜 26:05 - 26:35 | 独立局           |                            |
| 福岡県   | TVQ九州放送    | 2012年10月3日 - 12月5日  | 水曜 26:40 - 27:10 | テレビ東京系列   |                            |
| 岐阜県   | 岐阜放送       | 2012年10月4日 - 12月6日  | 木曜 25:45 - 26:15 | 独立局           |                            |
| 三重県   | 三重テレビ     | 2012年10月4日 - 12月6日  | 木曜 26:20 - 26:50 | 独立局           |                            |
| 千葉県   | チバテレビ     | 2012年10月5日 - 12月7日  | 金曜 25:30 - 26:00 | 独立局           |                            |
| 日本全域 | BS11           | 2012年10月5日 - 12月7日  | 金曜 27:00 - 27:30 | BS放送           | ANIME+枠                   |
| 埼玉県   | テレ玉         | 2012年10月7日 - 12月9日  | 日曜 24:30 - 25:00 | 独立局           | 製作関与                   |
| 神奈川県 | tvk            | 2012年10月7日 - 12月9日  | 日曜 24:30 - 25:00 | 独立局           |                            |
| 日本全域 | AT-X           | 2012年10月8日 - 12月10日 | 月曜 23:30 - 24:00 | アニメ専門CS放送 | 製作関与、リピート放送あり |
| 栃木県   | とちぎテレビ   | 2013年8月2日 - 10月4日   | 金曜 23:30 - 24:00 | 独立局           |                            |

### OVA
2013年1月26日発売の原作第4巻限定版は、完全オリジナルエピソード「ギガゾーン23 PARTII 秘密く・だ・さ・い」を収録したBlu-ray Discが付録した。当初は2012年12月15日発売予定であった。第10話の最終回のさらに二番締めの最終回となっている。

### 映像特典
『ちょっぴりエッチな新作ショートアニメ』はDVD&Blu-ray各巻に収録の映像特典短編アニメ。キャストは全編通して戸田山響子、戸田山泉子、金森羽片、廣松理圭、伊勢田結花、大森荘子の6人。各巻で主役は異なる。
- 脚本 - 田沢大典、柿原優子（監修）
- コンテ&演出 - 岡本英樹
- 作画監督 - 渡辺敦子

| 巻数 | サブタイトル             |
| ---- | ------------------------ |
| 1    | ドキドキの温泉合宿 その1 |
| 2    | ドキドキの温泉合宿 その2 |
| 3    | ドキドキの温泉合宿 その3 |
| 4    | ドキドキの温泉合宿 その4 |
| 5    | ドキドキの温泉合宿 その5 |

### Webラジオ
『「めざせ声優アイドル!つっきー&りさりさの登龍悶ラジオ」略して“えびらじ”』は、ニコニコチャンネルで配信のWebラジオ。隔週金曜日15:00に最新回を配信。パーソナリティは月宮みどり（伊勢田結花役）と村井理沙子（廣松理圭役）。2012年10月より『「めざせ声優アイドル!つっきー&りさりさの登龍悶ラジオ」略して“えびらじフルスロットル”』にリニューアル。
えびらじ
- 第0回 2012年6月22日配信 / ゲスト - 野水伊織（エリザベス・マーガレット役）、西明日香（金森羽片役）
- 第1回 2012年7月13日配信 / ゲスト - AICの皆様
- 第2回 2012年7月27日配信 / ゲスト - 岡本英樹（監督）、渡辺敦子（キャラクターデザイン）
- 第3回 2012年8月10日配信
- 第4回 2012年8月24日配信 / ゲスト - 野水伊織（戸田山泉子役）
- 第5回 2012年9月7日配信 / ゲスト - メイド喫茶『@ほぉ〜むカフェ』のメイドさん
- 第6回 2012年9月21日配信 / ゲスト - メイドのhitomiさん、ぽんさん

えびらじフルスロットル
- 第1回 2012年10月5日配信
- 第2回 2012年10月19日配信
- 第3回 2012年11月2日配信
- 第4回 2012年11月16日配信
- 第5回 2012年11月30日配信
- 第6回 2012年12月14日配信
- 第7回 2012年12月28日配信
- 第8回 2013年1月11日配信

## 関連商品

### Blu-ray Disc/DVD
Blu-ray Discは限定版のみ、DVDは限定版と通常版と計3系統で発売が開始された。各巻2話収録で全5巻となっている。ジャケットは通常版限定版問わず同様のキャラクターデザインの渡辺敦子描きおろしのイラストである。限定版には原作の作画担当の狗神煌描きおろしイラストの三方背ケースが各巻に付属する他、Blu-ray & DVD限定版にはカラオケ大会CDとして、エンディングに使用されたカバー曲の他、本編で使用されたBGMが一部収録される。
限定版・通常版・レンタル版の映像特典として未放送・未配信の作のショートアニメ『ドキドキの温泉合宿』が各巻に分け収録され、ノンテロップオープニング（第1巻のみ）、各話のノンテロップエンディングとオープニングテーマ「未来色の約束」の実写プロモーションビデオ完全版（第1巻のみ）、ニコニコ生放送&TV放送告知CM（第2巻のみ）、「未来色の約束」のPVメイキング映像（第2・3巻のみ）、こっちが主題歌PV（第3巻のみ）、超先行上映イベントのダイジェスト映像（第4・5巻のみ）Blu-ray＆DVD発売CMとOVA発売CM（第5巻のみ）などが収録されている。
| 巻数 | 発売日         | 収録話     | 規格品番  | 規格品番   | 規格品番   |
| 巻数 | 発売日         | 収録話     | 限定版BD  | 限定版DVD  | 通常版DVD  |
| ---- | -------------- | ---------- | --------- | ---------- | ---------- |
| 1    | 2012年11月30日 | 第1 - 2話  | KAXA-5301 | KABA-10110 | KABA-10115 |
| 2    | 2012年12月28日 | 第3 - 4話  | KAXA-5302 | KABA-10111 | KABA-10116 |
| 3    | 2013年1月25日  | 第5 - 6話  | KAXA-5303 | KABA-10112 | KABA-10117 |
| 4    | 2013年2月22日  | 第7 - 8話  | KAXA-5304 | KABA-10113 | KABA-10118 |
| 5    | 2013年3月29日  | 第9 - 10話 | KAXA-5305 | KABA-10114 | KABA-10119 |

### CD
発売元はAMG MUSIC、販売元はムービックとなっている。
| 発売日         | タイトル                                                | 規格品番 |
| -------------- | ------------------------------------------------------- | -------- |
| 2012年11月9日  | 未来色の約束                                            | AMG-7040 |
| 2012年12月7日  | キャラクターソングアルバム「THEリスペクト EBI10 Vol.1」 | AMG-7042 |
| 2012年12月21日 | キャラクターソングアルバム「THEリスペクト EBI10 Vol.2」 | AMG-7043 |